# Sinfonía n.º 4 (Chaikovski)

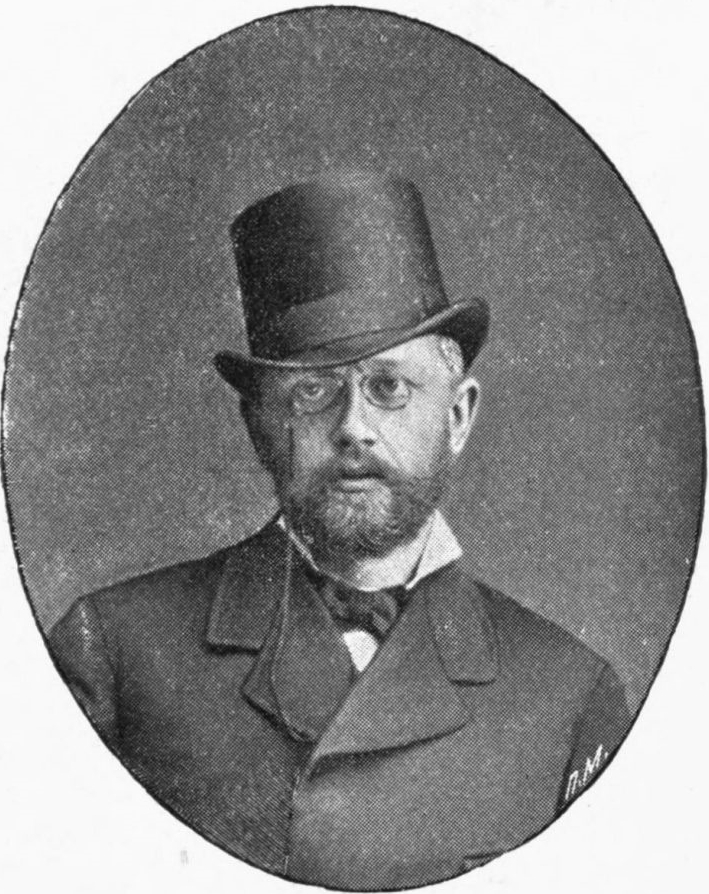
Chaikovski en 1877.

La Sinfonía n.º 4 en fa menor, Op. 36 fue compuesta por Piotr Ilich Chaikovski entre 1877 y 1878.

## Historia

### Composición
Se debe a la Señora von Meck que, a petición suya, Chaikovski escribiera un programa explicando la sinfonía. Esta acción alentó a numerosos escritores a citarlo en lugar de centrarse en las cualidades puramente musicales de la sinfonía, incluido lo que Hans Keller denominó "una de las estructuras sinfónicas más imponentes de toda nuestra literatura" en el movimiento de apertura. Este programa obstaculizó la aceptación de la sinfonía durante muchos años, predisponiendo a Alfred Einstein y otros musicólogos en su contra. Pero esto debe verse en el contexto de la falta general de simpatía de Einstein por la música de Chaikovski.
Pero a pesar de este impacto negativo en la recepción de la sinfonía, el programa del compositor da una pista muy reveladora sobre la arquitectura musical de la obra. Las afirmaciones en el sentido de que "el primer movimiento representa el "Destino" son simplificaciones excesivas: según una carta que el compositor escribió a la Señora von Meck en 1878, en realidad es la fanfarria que se escucha por primera vez en la apertura ("el núcleo, la quintaesencia, el tema principal de toda la sinfonía") el que significa "Destino", siendo este "el poder fatal que impide alcanzar la meta de la felicidad ... No hay nada que hacer sino someterse a él y lamentarse en vano". Como lo explicó el compositor, el programa del primer movimiento es, "aproximadamente", que "toda la vida es una alternancia ininterrumpida de la dura realidad con sueños que pasan rápidamente y visiones de felicidad ...". Continuó: "No existe ningún refugio... Flotas sobre ese mar hasta que te engulle y te sumerje en sus profundidades".
La descripción del compositor de la fanfarria de apertura de la sinfonía como una metáfora del "Destino" se vuelve más reveladora en el contexto de una carta que le escribió a Serguéi Tanéyev. Escribió a Tanéyev que la Cuarta Sinfonía era a la vez música de programa y un reflejo de la Quinta Sinfonía de Beethoven en la idea central de su programa. Keller ha mencionado un paralelo entre el motivo de cuatro notas que abre la Quinta de Beethoven y la fanfarria al comienzo de la Cuarta de Chaikovski. Al igual que Beethoven, utiliza su fanfarria como marcador estructural. Además, debido tanto a la duración como a la forma poco ortodoxa de la sinfonía, es posible que sintiera que usar ese marcador era una necesidad musical.
Durante la composición de la sinfonía, Chaikovski escribió a su mecenas, Nadezhda von Meck, que deseaba «muchísimo» dedicársela a ella, y que haría constar en la partitura «Dedicada a mi mejor amiga». Había comenzado a componer la sinfonía poco después de que Meck entrara en su vida. La completaría después de su catastrófico matrimonio, y afirmó que encontraría en ella «un eco de tus pensamientos y emociones más íntimos».

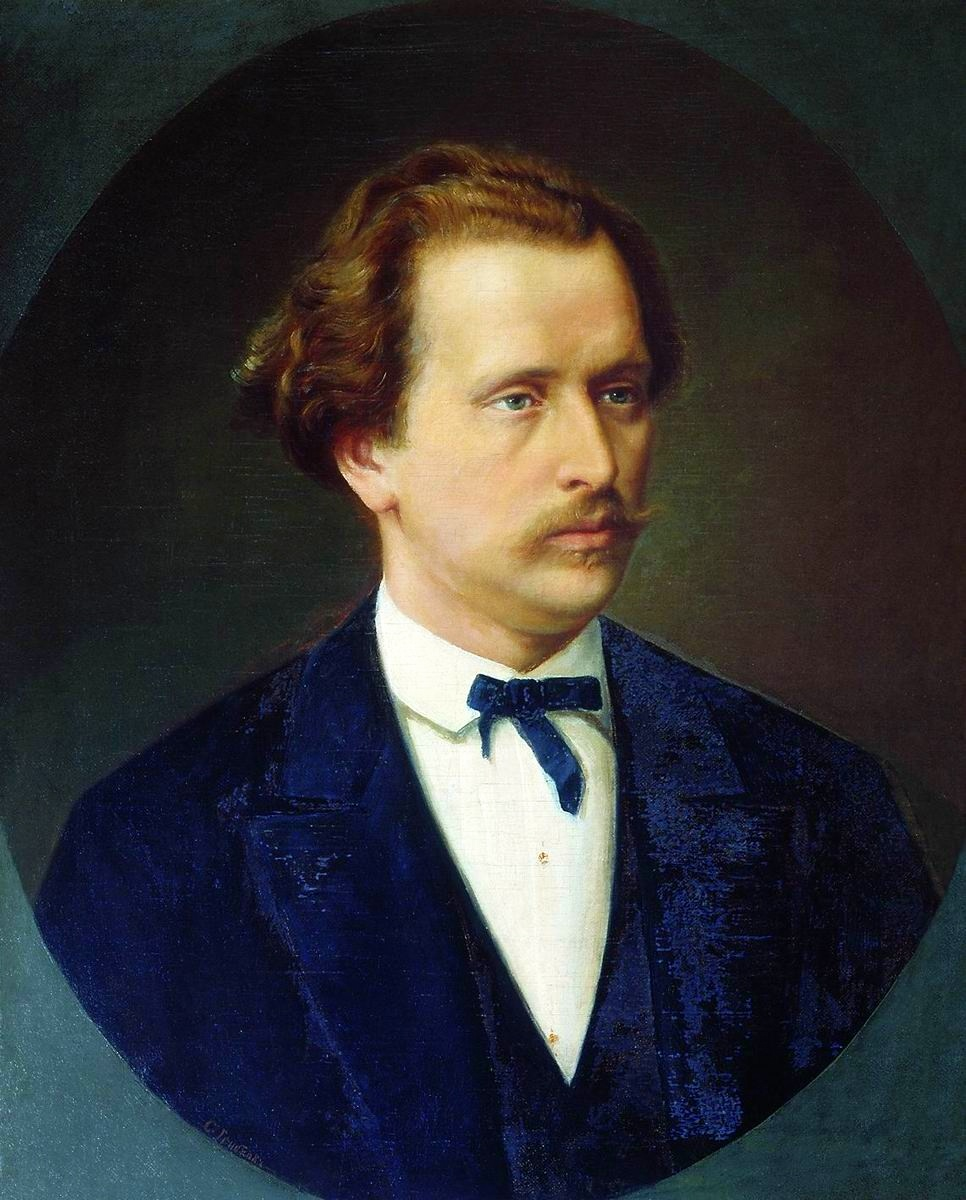
Nikolái Rubinstein

El estreno tuvo lugar en un concierto de la Sociedad Musical Rusa en San Petersburgo el 10 de febrero (calendario juliano) o 22 de febrero (calendario gregoriano) de 1878; con dirección de Nikolái Rubinstein.

## Instrumentación
La partitura está escrita para una orquesta formada por: 
- Viento madera: 1 flautín, 2 flautas, 2 oboes, 2 clarinetes y 2 fagotes.
- Viento metal: 4 trompas, 2 trompetas, 3 trombones y 1 tuba.
- Percusión: timbales, bombo, platillos y triángulo.
- Cuerda: violines I y II, violas, violonchelos y contrabajos.

## Estructura y análisis
La sinfonía consta de cuatro movimientos: 
- I. Andante sostenuto – Moderato con anima – Moderato assai, quasi Andante – Allegro vivo, en fa menor
- II. Andantino in modo di canzona, en si bemol menor
- III. Scherzo. Pizzicato ostinato – Allegro, en fa mayor
- IV. Finale. Allegro con fuoco, en fa mayor

### I.Andante sostenuto–Moderato con anima–Moderato assai, quasi Andante–Allegro vivo
El primer movimiento, Andante sostenuto – Moderato con anima – Moderato assai, quasi Andante – Allegro vivo está escrito en la tonalidad de fa menor. La sinfonía comienza con trompas y fagotes enunciando agresivamente el primer tema (Fatum) en La bemol. Después de una línea descendente por el fagot y los instrumentos de viento metálicos graves, los instrumentos de viento de madera y las trompetas se unen con un la bemol más alto. Conforme la música se solidifica en largos y lentamente sincopados acordes, Chaikovski desata el equivalente musical del sonido de los relámpagos: Dos cortos acordes fortissimo, cada uno seguido por una larga pausa. Conforme la música va desapareciendo, los instrumento de viento de madera mencionan indirectamente la melodía principal, lo cual es propiamente introducido por las cuerdas en el Moderato con anima. (La partitura en este punto indica «In movimento di Valse» pues está escrito en 9/8, compás ternario.) La melodía se desarrolla muy rápidamente. Mucho más tarde en el movimiento, el mismo la bemol es tocado por las trompetas. Este movimiento está marcado por continuas introducciones del Motivo de Fe, la frase en la bemol. El motivo funciona como separación entre cada sección de la forma sonata–allegro. Teniendo alrededor de veinte minutos de duración la interpretación de este movimiento en algunas interpretaciones, es uno de los más largos de los compuestos por Chaikovski.

### II.Andantino in modo di canzona
El segundo movimiento, Andantino in modo di canzona, está en si bemol menor. Este movimiento se introduce con una melancólica melodía de oboe. El clímax apasionado de la música es reminiscencia de las frases de duelo que acompañaron al movimiento de apertura.

### III.Scherzo.Pizzicato ostinato–Allegro
El tercer movimiento, Scherzo: Pizzicato ostinato – Allegro, está en fa mayor. Los instrumentos de cuerda tocan pizzicato a lo largo de este movimiento. Se unen posteriormente con los instrumentos de viento de madera cuando un oboe señala con un la, el inicio de la sección del trío en la mayor. Después los instrumentos de viento metálicos entran, tocando suavemente y staccato. Las cuerdas, y los vientos de madera y metal, son casi los únicos grupos que tocan en este movimiento, pues casi no hay percusiones a excepción del timbal. Termina suavemente con cuerdas pizzicato.

### IV.Finale.Allegro con fuoco
El cuarto y último movimiento, Finale: Allegro con fuoco, está en fa mayor. Chaikovski aquí incorpora una famosa canción folclórica rusa, En el campo había un abedul, como uno de los temas. En este movimiento un indicio de la bemol de la primera parte está presente cerca de la mitad, con los sonidos de relámpagos más fuertes, con platillos añadidos.

### Desafíos
La Cuarta Sinfonía es la composición donde las luchas de Chaikovski con la forma sonata occidental llegaron a un punto crítico. En cierto modo, no estaba solo. Los románticos en general nunca fueron sinfonistas naturales porque la música era para ellos principalmente evocadora y biográfica. La forma musical sonata occidental, desarrollada principalmente por compositores germánicos, era analítica y arquitectónica; simplemente no fue diseñado para manejar las emociones personales que los románticos deseaban expresar. La diferencia con Chaikovski fue que mientras los otros románticos fueron generalmente autobiográficos en lo que querían expresar, él se volvió más apasionado y, en consecuencia, más intenso.
En sus primeras tres sinfonías se había esforzado por mantenerse dentro de la estricta forma sonata occidental. Pero los cambios turbulentos en su vida personal, incluida su crisis matrimonial, ahora lo llevaron a escribir música tan fuertemente personal y expresiva que las cuestiones estructurales no podían permanecer tan rígidas como antes. A partir de la Cuarta Sinfonía, las sinfonía le sirvieron como un documento humano: dramático, autobiográfico, preocupado no por los asuntos cotidianos sino por las facetas psicológicas. Esto se debió a que los impulsos creativos de Chaikovski se habían vuelto más personales, urgentes, y capaces de una enorme contundencia expresiva, incluso de violencia.
Junto con esta urgencia emocional vino un flujo de melodías sin precedentes. Aquí desarrolló su don para la afinación más libremente y lo desplegó más que antes. Paradójicamente, este gran activo se convirtió también en su mayor enemigo en términos de forma. Una melodía está completa en sus propios términos. Debido a esta integridad, se distingue de otros temas destinados no solo a contrastar, sino, lo que es más importante, a interactuar y construir unos sobre otros de forma natural. Este predominio de una melodía puede arruinar el equilibrio y la proporción que los compositores clásicos occidentales consideraban la belleza propia de la forma sonata.

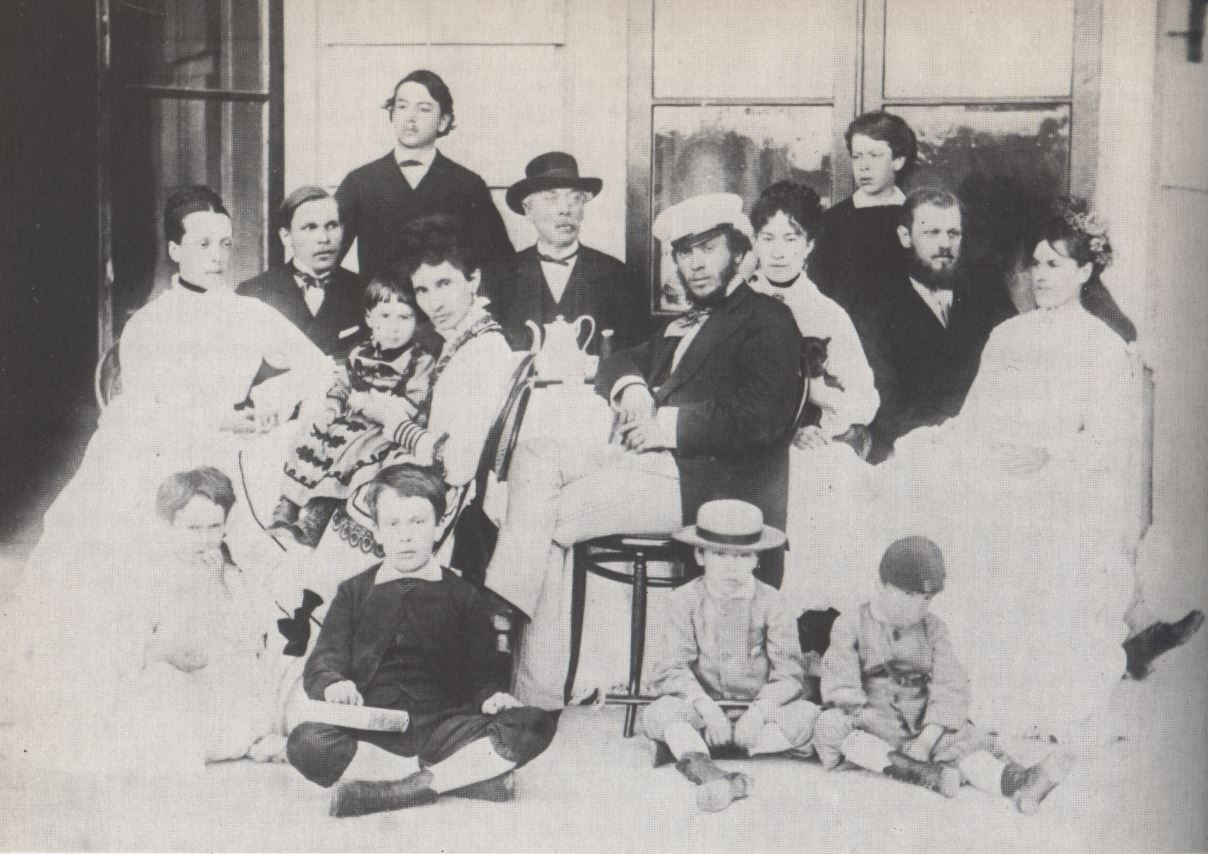
La familia Von Meck

### Híbrido sinfónico
Al igual que el grupo de "Los cinco", Chaikovski descubrió que con un tipo de estructura de poema sinfónico promovida por Franz Liszt, podía combinar la escritura orquestal a gran escala con emociones y colores instrumentales hacia los que gravitaba naturalmente. El resultado fue un híbrido sinfónico, un cruce entre la forma principalmente arquitectónica de la sinfonía y la forma principalmente "literaria" o "poética" del poema sinfónico. Esto es lo que le escribió a Nadezhda von Meck, con respecto a la Cuarta Sinfonía:
   "Me preguntas si me atengo a las formas establecidas. Si y no. Hay ciertos tipos de composiciones que implican el uso de formas familiares, por ejemplo, en la sinfonía. Aquí mantengo, en líneas generales, las formas tradicionales habituales, pero sólo en líneas generales, es decir, la secuencia de los movimientos de la obra. Pero los detalles pueden tratarse con mucha libertad, si así lo exige el desarrollo de las ideas. Por ejemplo, en nuestra sinfonía el primer movimiento está escrito con digresiones muy marcadas. El segundo tema, que debía estar en tono mayor, es menor y remoto. En la recapitulación de la parte principal del movimiento el segundo tema no aparece en absoluto, etc. El finale, también, se compone de toda una serie de derivaciones de formas individuales..."
Esta forma híbrida permitió a Chaikovski recurrir a una estructura que era básicamente una serie de secciones independientes, enfatizando el contraste entre estas secciones, mientras permitía que el drama resultante estallara en el contexto de un movimiento. Esto quizás parecía natural: muchas canciones populares rusas son en realidad una serie de variaciones de una forma o patrón básico de algunas notas, por lo que era algo con lo que Chaikovski ya estaba familiarizado. El problema que no resolvió fue el problema de la inercia. La tonalidad de la música podría cambiar, pero la música misma básicamente se repetiría, permaneciendo estática en el sentido occidental de la arquitectura musical.
Sin embargo, la estructura de la obra de Chaikovski se convirtió en algo más que puramente arquitectónica. La melodía, tonalidad, ritmo y timbres orquestales trabajaron juntos para formar un todo indivisible. Por ejemplo en el primer movimiento de la Cuarta Sinfonía, se introduce un tema muy rítmico en los metales. Para realzar el dramatismo, se centra principalmente en el ritmo, la textura y el color orquestal. La tensión resultante en el primer movimiento no proviene de una transformación clásica de temas. Es el resultado de la oposición rítmica entre el ritmo de polonesa del agresivo motivo del "Destino" en los metales y el vals más suave del primer tema, interpretado alternativamente por instrumentos de viento y las cuerdas.

## Apoteosis imperial
El final de esta sinfonía generalmente se juzga por su éxito en redondear los movimientos en un todo cohesivo. Chaikovski repite aquí el motivo "Destino" que abrió la pieza. Sin embargo, podría decirse que apela a los sentimientos patrióticos y heroicos de sus oyentes aristocráticos. Esto lo ubicaría en línea con los finales de las tres sinfonías anteriores de Chaikovski como una apoteosis en estilo imperial.

## Discografía selecta
- Wilhelm Furtwängler, Vienna Philharmonic Orchestra
- Leonard Bernstein, New York Philharmonic Orchestra (3 veces–1958, 1975 CBS/Sony y 1989 live DG)
- George Szell, London Symphony Orchestra
- Igor Markevitch, London Symphony Orchestra (recorded Wembley Town Hall, 19–21 de octubre de 1963; Philips)
- Yevgeny Mravinsky, Leningrad Philharmonic Orchestra
- Eugene Ormandy, Philadelphia Orchestra
- William Steinberg, Pittsburgh Symphony Orchestra
- Gennady Rozhdestvensky, USSR Ministry of Culture Symphony Orchestra
- Gintaras Rinkevičius, Novosibirsk State Philharmonic Society
- Willem Mengelberg, Amsterdam Concertgebouw Orchestra
- Daniel Barenboim, New York Philharmonic y Chicago Symphony Orchestra
- Sir Neville Marriner, Academy of St. Martin in the Fields
- Herbert von Karajan, Berlin Philharmonic Orchestra (3 veces–1966, 1976 DG y 1972 EMI Classics), y Vienna Philharmonic Orchestra (1984, DG)
- Sergiu Celibidache, Munich Philharmonic Orchestra
- Mariss Jansons, Oslo Philharmonic Orchestra
- Ondrej Lenard, Slovak Radio Symphony Orchestra
- Zubin Mehta, Los Angeles Philharmonic Orchestra
- Valery Gergiev, Vienna Philharmonic Orchestra
- Lorin Maazel, Cleveland Orchestra
- Pierre Monteux, Boston Symphony Orchestra (1959; RCA Victor)
- Claudio Abbado, Chicago Symphony Orchestra
- Riccardo Muti, Philharmonia Orchestra
- Vladimir Ghiaurov, Sofia Philharmonic Orchestra
- Vladimir Ashkenazy, Philharmonia Orchestra
- Michael Tilson Thomas, San Francisco Symphony
- Vladimir Jurowski, London Philharmonic Orchestra (2011)
- Leonard Slatkin, Detroit Symphony Orchestra
- Georg Solti, Chicago Symphony Orchestra
- Marin Alsop, Colorado Symphony